# Jomin Barat
Jomin Barat is een bestuurslaag in het regentschap Karawang van de provincie West-Java, Indonesië. Jomin Barat telt 12.130 inwoners (volkstelling 2010).